# Schloss Freienfels

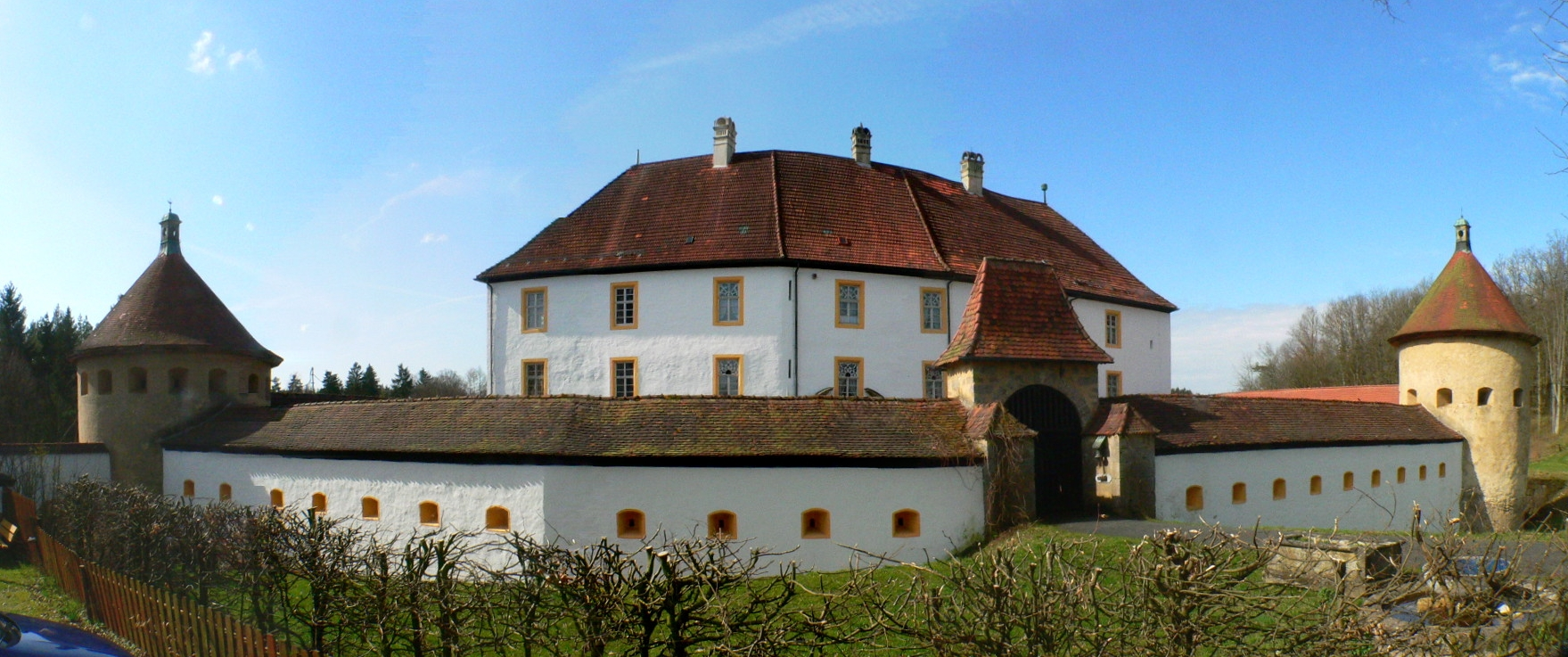
Schloss Freienfels 2008 – Parkseite

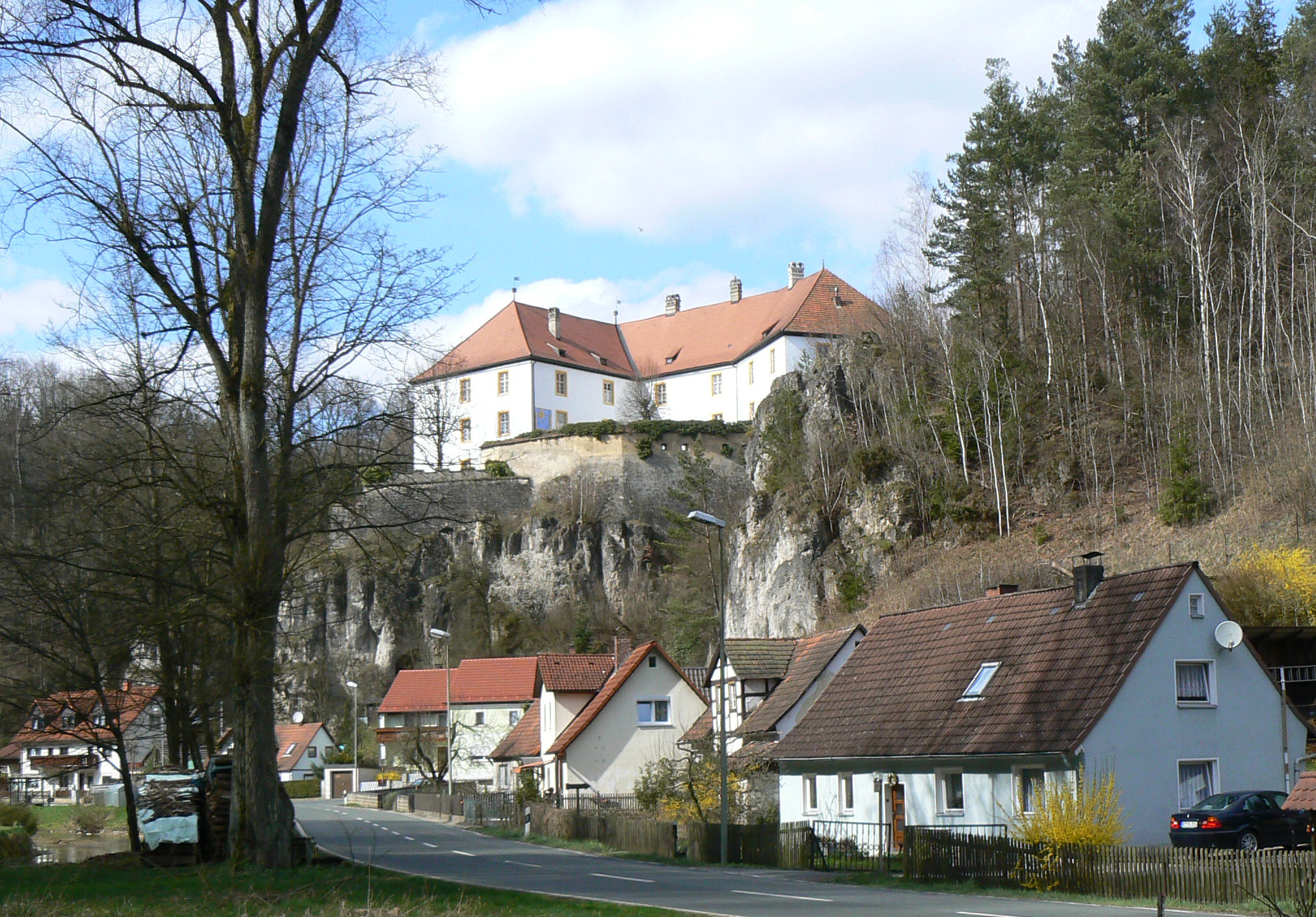
Schloss Freienfels über dem Wiesenttal

Schloss Freienfels ist eine Schlossanlage an der Wiesent im Hollfelder Stadtteil Freienfels, die von den Rittern von Aufseß erbaut und 1342 erstmals erwähnt wurde. Der Name deutet auf die besondere Stellung hin: Das Schloss stand auf freiem Grund und Boden, auf einem freien Fels und war nur Kaiser und Reich unterstellt. Zum Schloss gehörte auch ein großer Park, der allerdings immer mehr verwildert.

## Geschichte

### Anfänge
Die ursprüngliche Höhenburg Freienfels wurde von den Freiherren von Aufseß als zweite Stammburg errichtet. Einer Überlieferung zufolge wurde sie von Ritter Otto von Aufseß (1296–1338), also im frühen 14. Jahrhundert, erbaut. Eine andere Quelle besagt, dass der Verkauf im Jahre 1867 einen knapp 587-jährigen, fast ununterbrochenen Familienbesitz beendete, was eine Entstehung bereits im Jahre 1280 bedeutet. Die Burg nahm unter den Rittersitzen des Wiesenttales eine besondere Stellung ein, denn sie stand auf freiem Grund und Boden und war reichsunmittelbar. Die erste urkundliche Erwähnung der Burg war im Jahre 1342.

### Geschichte der mittelalterlichen Burg
Im Bauernkrieg (Frühjahr 1525) zerstörten die aufständische Bauern die Burg und brannten sie nieder. Danach baute sie Ritter Pankraz von Aufseß wieder auf. Während des Dreißigjährigen Krieges, im Jahre 1628, erstürmten Jakob Siegmund von Schaumburg und der Hollfelder Vogt Eppenau die Burg unter dem Vorwand des Lehenheimfalls. Vier Jahre später nahm der Redwitz’sche Präzeptor Heberer die Burg ein und übergab sie einem schwedischen Kommissär. Bis zum Ende des Dreißigjährigen Krieges wurde sie abwechselnd von Schweden und von Bambergern besetzt. Nach jahrzehntelangem Familienzwist der von Aufseß nahm das Hochstift Bamberg im Jahre 1672 Burg und Rittergut Freienfels in Besitz. 1681 verkauften die Söhne des Hans Wilhelm von Aufseß die Burg Wüstenstein an den Markgrafen, lösten dafür Freienfels aus und wurden vom Bamberger Bischof mit dieser Burg belehnt.

### Bau des heutigen Schlosses
Carl Siegmund, Freiherr von Aufseß und Domherr zu Bamberg und Würzburg kaufte die Burg im Jahre 1690. Er riss die stark zerfallene Anlage ab, um an ihrer Stelle zwischen 1693 und 1701 auf den Fundamenten der mittelalterlichen Burg das jetzige barocke Schloss zu errichten. Besonders sehenswert sind die Räume mit Stuckarbeiten des Bamberger Hofstuckateurs Franz Jacob Vogel. In der früheren Schlosskapelle, jetzt katholische Pfarrkirche, sind Stuckarbeiten mit dem Aufseßwappen und wappenverzierte Grabdenkmäler sehenswert.

### Geschichte des Schlosses von 1867 bis zur Gegenwart
1867 verkaufte die Familie von Aufseß den etwa 120 Tagewerk großen Grundbesitz an die Grafen von Giech, ohne das Schloss, das sie aber noch im selben Jahr mit drei Tagwerk „Oedung und dem Kreuzerwinkel-Acker“ an Gustav Rewald aus Halle für 1500 Gulden veräußerte. Diesem Verkauf folgten bis 1966 elf weitere Eigentümerwechsel.
Nach Rewalds Tod verkaufte seine Witwe das Schloss 1871 an Gustav Toepke aus Magdeburg für 26.000 Gulden, dieser bereits drei Jahre später an Oskar Leonhard Hesse aus Loschwitz für 135.000 Mark. Wendler, Dompropst zu Leipzig, erwarb 1876 das Schloss für 120.000 Mark und schließlich kaufte es 1887 die Ehefrau Ernestine des Hermann Freiherr von Aufseß als Weihnachtsgeschenk für 25.000 Mark.
Nach deren Tod 1911 übernahm Eckardt Freiherr von und zu Aufseß den Besitz zu Freienfels nach einem Erbauseinandersetzungsverfahren; er ließ 1912 die nördliche Parkmauer abbrechen und veräußerte die Mühle mit den dazugehörenden Wasserrechten. Dadurch wurde dem Schloss das wertvollste Teilstück genommen. Am 31. Oktober 1918 kam es zum Weiterverkauf an Arno Scheunert aus München, der es bereits am 8. Juli 1920 an Joseph Ferdinand Graf von Spreti und seine Ehefrau Paula weiter veräußerte.
Von Spreti verkaufte am 21. April 1921 die Immobilie dem Fabrikanten und Geheimen Kommerzienrat Edmund Meinel von Tannenberg aus Tannenbergsthal im sächsischen Vogtland. Dieser ließ das Schloss zwischen 1921 und 1926 restaurieren und richtete es mit „historischen“ Möbeln ein. 1930 ließ Meinel von Tannenberg, Mitglied des Sächsischen Landtages und Anhänger Gustav Stresemanns, im Park des Schlosses ein Stresemann-Denkmal errichten. Es trug eine Platte mit dem Antlitz Stresemanns und folgender Inschrift:
„DEM REICHS – AUSSEN – MINISTER // UND WEGBEREITER // DEUTSCHER FREIHEIT // DR . GUSTAV STRESEMANN // * 1878  BERLIN - † 1929 // ZUM DANKBAREN GEDÄCHTNIS. // 10.5.1930 MEINEL – TANNENBERG“
Das Denkmal wurde wohl nach dem nächsten Verkauf 1941 entfernt. Für einen Preis von 350.000 Mark verkaufte der schwer erkrankte Eigentümer das Schloss in diesem Jahr an die Vermögensverwaltung der Deutschen Arbeitsfront GmbH Berlin. Der Preis wurde aber nie bezahlt, da der Kaufvertrag vorsah, den Betrag nach siegreich beendetem Krieg über Reichsschatzscheine zu begleichen. Der Eigentümer richtete ein Schulungszentrum für Politischen Wehrmachtsnachwuchs ein, eine sogenannte Gauschule.
Nach Kriegsende 1945 richteten sich amerikanischen Militärangehörige auf dem Schloss ein. Eine unvollständige Verlustliste vom 27. Mai 1947 enthält die Randbemerkung: „Buddha-Figur in der Bibliothek wurde von den amerikanischen Soldaten als Zielscheibe benutzt“.
Wenig später wurde das Land Bayern durch Rechtsnachfolge Eigentümer von vielen der in seinem Gebiet liegenden Staatsbesitzungen – so auch am 2. März 1949 von Schloss Freienfels. Die Erbengemeinschaft Meinel-Tannenberg erhoffte sich die Rücküberschreibung des Schlosses, da die Bezahlung gemäß Vertrag von 1941 nicht erfolgt war, doch den sechsjährigen Rechtsstreit gewann die Vermögensverwaltung Bayerischer Staat. Der Freistaat veräußerte das Schloss 1966 an die Familie Roß als neue Eigentümer. Noch vor dem Verkauf des Schlosses entnahm der Staat das von Meinel-Tannenberg erworbene Bild Turmbau zu Babel des holländischen Malers Paul Bril aus dem Jahr 1595, das sich heute auf der Veste Marienberg zu Würzburg befindet.
Seit 2013 gehört Schloss Freienfels der Familie Badenheuer-Weiss, deren Angehörige Nachfahren der Familie Aufseß sind. Am Ende der umfangreichen Sanierungsarbeiten ist die Einrichtung eines Kunstmuseums für christliche Kunst mit einer Sammlung der Paramentikmeisterin Grete Badenheuer geplant. Schlossführungen sind seit 2016 jeweils samstags möglich.

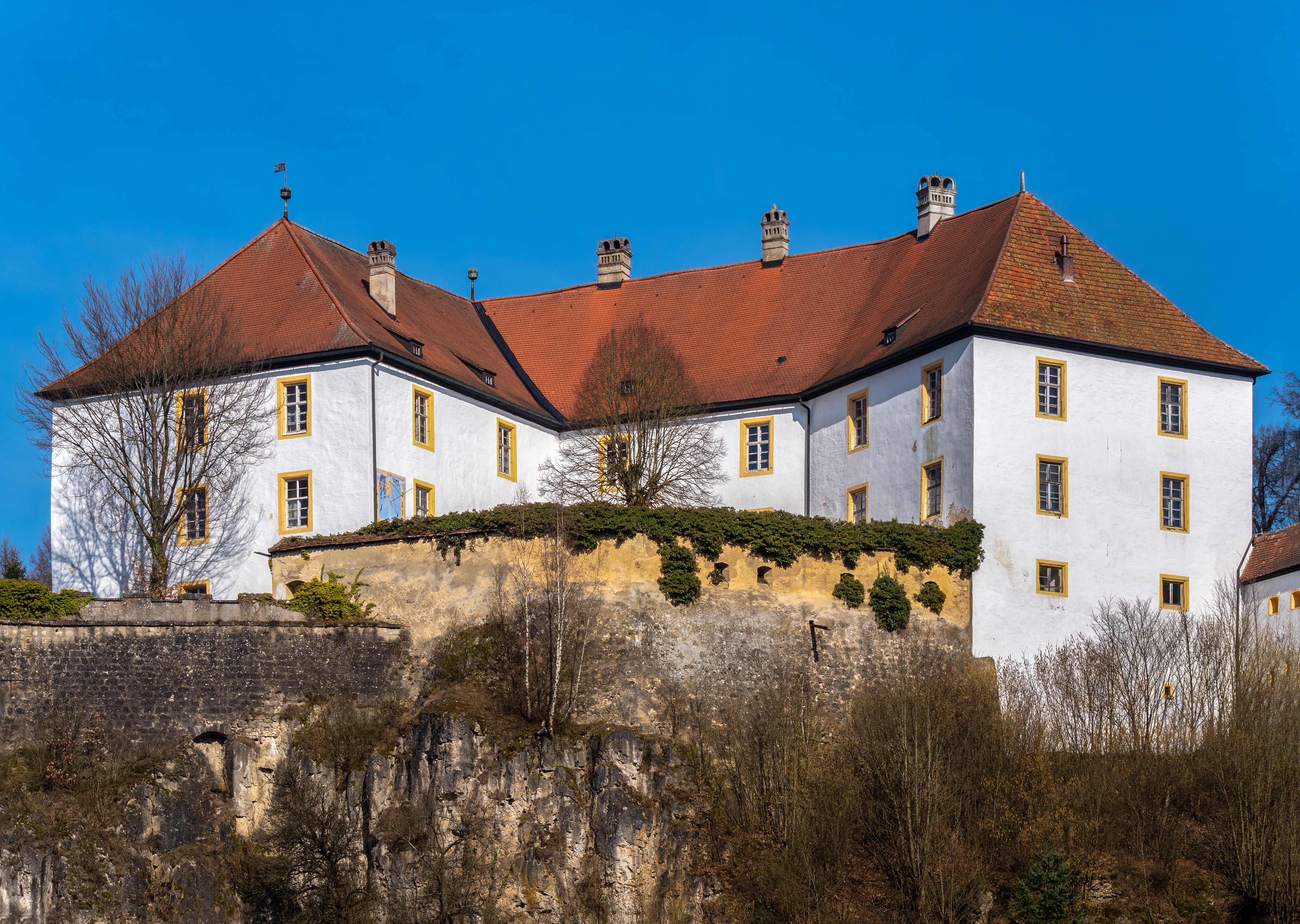
Schlosshof
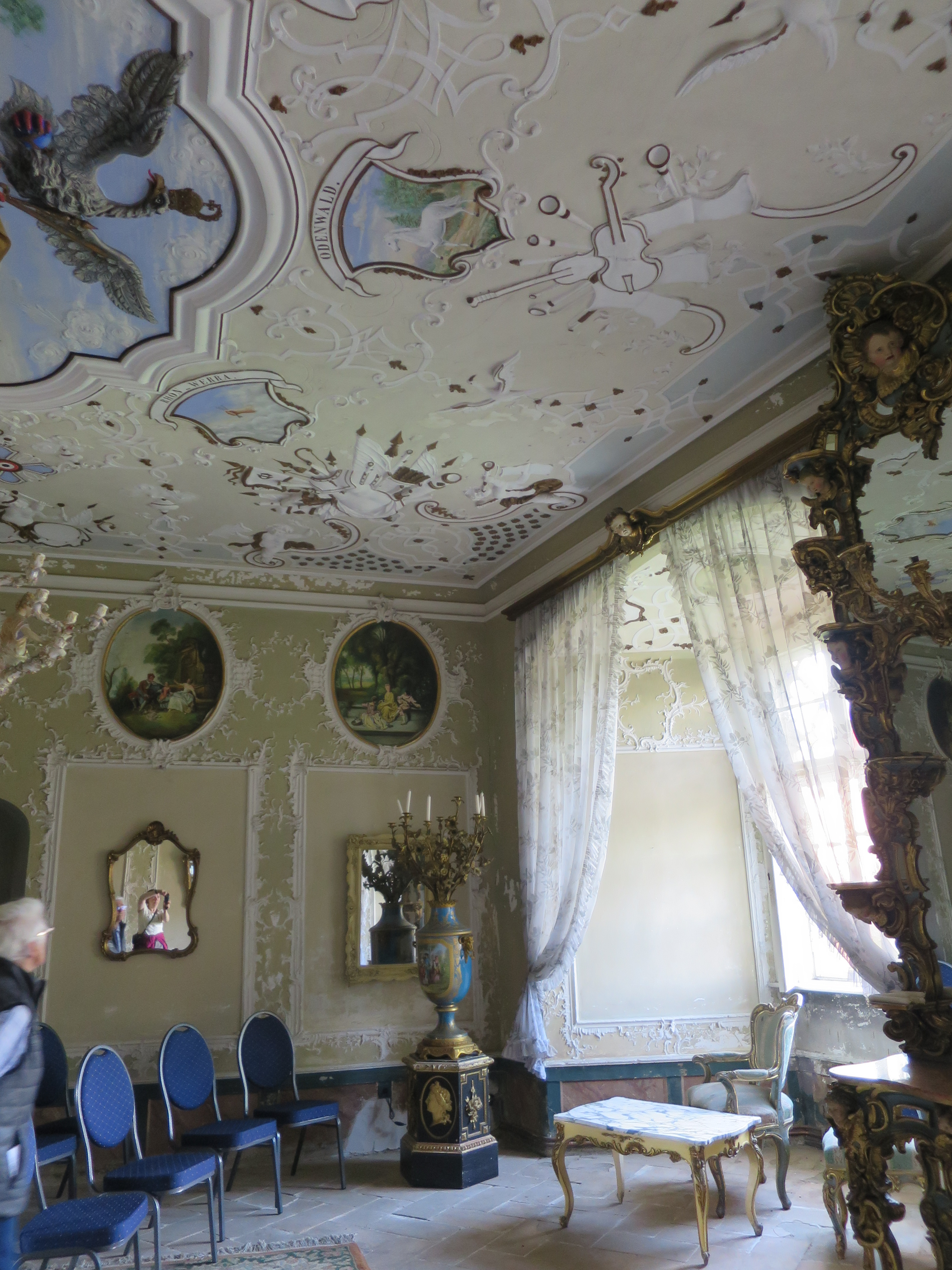
Salon
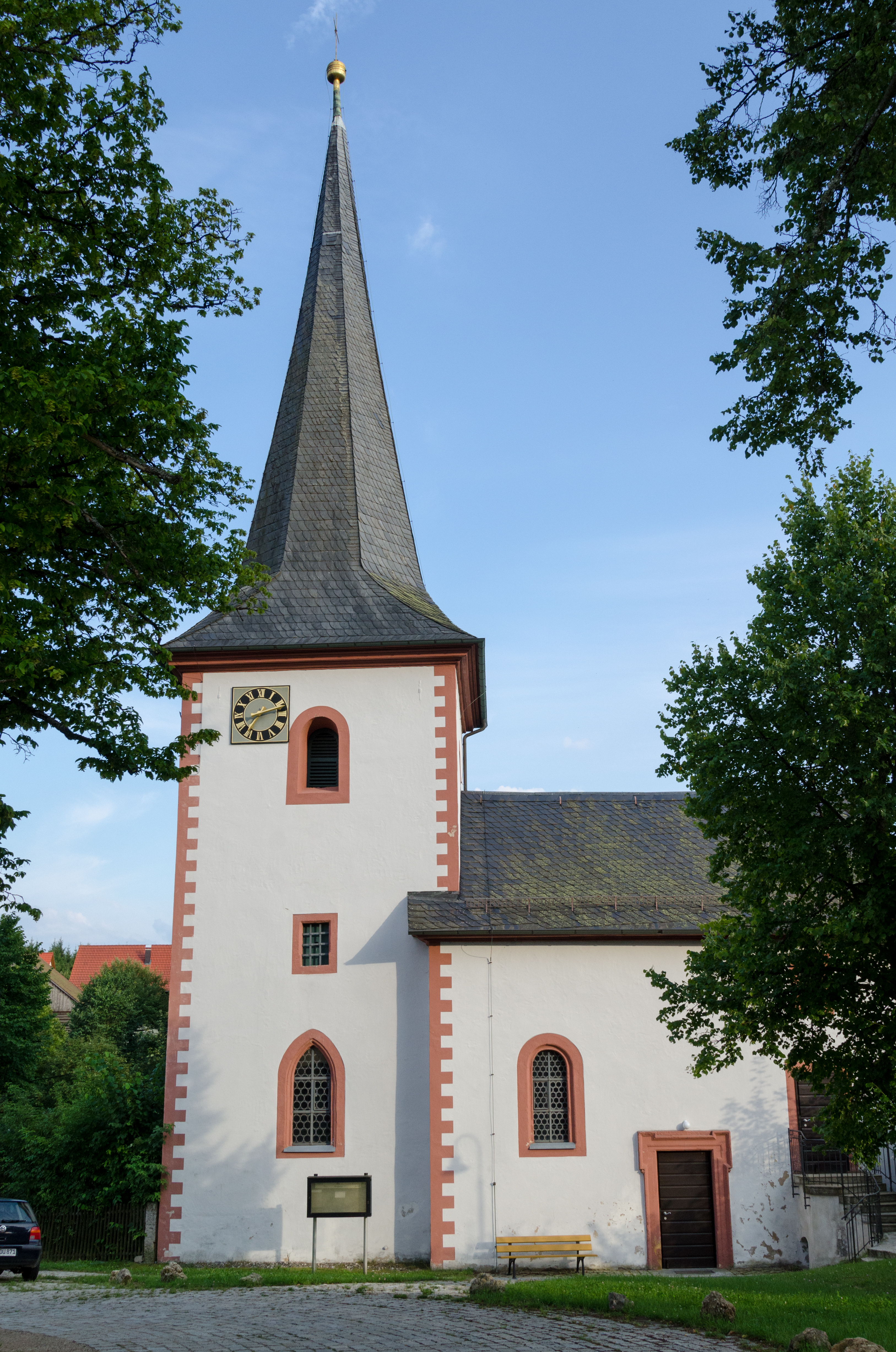
Schlosskapelle
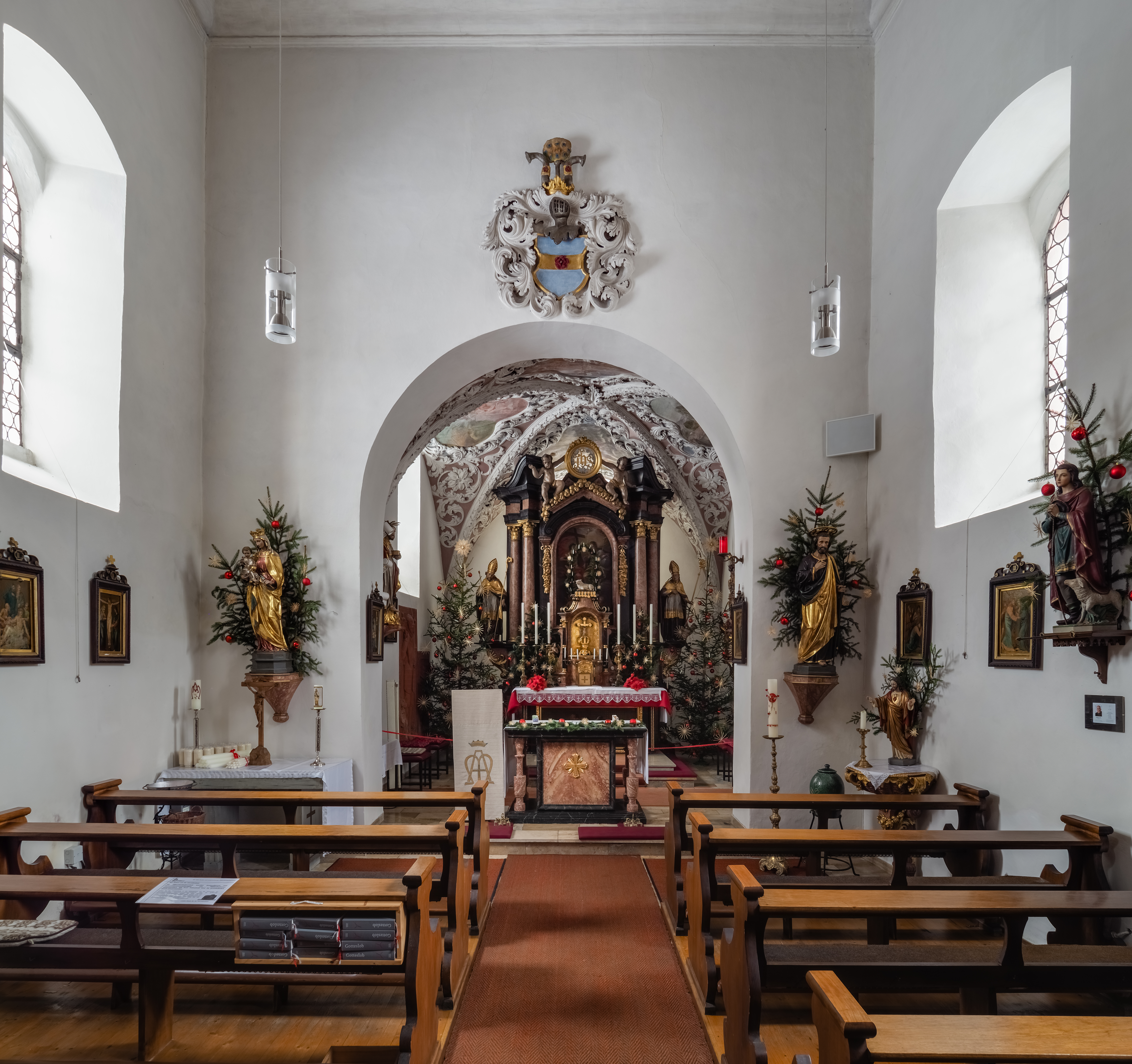
Kapelle, Innenraum

### Archivalische Belege
- Stadtarchiv Bamberg D2033, Nr. 400 006